# Königliche Hauptstadt Krakau
Königliche Hauptstadt Krakau (polnisch Stołeczne Królewskie Miasto Kraków) ist der offizielle und historische Titel der polnischen Stadt Krakau, der auf die Bedeutung Krakaus als eine der ältesten und prestigeträchtigsten Städte Polens mit einer reichen königlichen und kulturellen Geschichte verweist und sowohl in feierlichen Dokumenten als auch in der offiziellen Alltagssprache verwendet wird. Der Begriff „Königliche Hauptstadt Krakau“ ist im Statut der Stadt Krakau definiert (§4 Punkt 1); die Symbole der Königlichen Hauptstadt Krakau, d. h. Wappen, Flagge und Siegel, sind ihr zugeordnet.
Sowohl der Sejm der Republik Polen als auch die Regierung der Zweiten Polnischen Republik, auf deren Tradition in der Verfassung der heutigen Dritten Polnischen Republik Bezug genommen wird, verwendeten in ihren Gesetzen und Verordnungen den Namen „Stołeczne Królewskie Miasto Kraków“ (Königliche Hauptstadt Krakau), und zwar sowohl in den Titeln dieser Rechtsakte als auch in ihrem Inhalt (auch in deren abgekürzter Form: st. król. miasto Kraków, st.kr. miasto Kraków oder stoł. król. miasto Kraków). Einige dieser Rechtsakte sind auch heute noch in Kraft.
Der Titel von Krakau hat sich im Laufe der Geschichte geändert, wobei die Bedeutung immer gleich geblieben ist.

## Krakaus Titel
- ab 25. Mai 1609: polnisch stolica Królestwa Polskiego ‚die Hauptstadt des Königreichs Polen‘
- ab 1621: lateinisch Cracovia metropolis regni Poloniae ‚Krakau, die Metropole des Königreichs Polen‘
- ab dem 13. März 1792: polnisch Królewskie, wolne, stołeczne i wydziałowe miasto Kraków ‚Königliche, freie, Hauptstadt und Departementsstadt Krakau‘
- vom 23. November 1793: polnisch Miasto Główne Rzeczypospolitej, wolne i wydziałowe Kraków ‚Hauptstadt der Republik, Freie und Departementsstadt Krakau‘
- ab 24. April 1794: polnisch Magistrat ogólny miasta stołecznego i wydziałowego Krakowa ‚Generalmagistrat der Hauptstadt und Departementsstadt Krakau‘
- ab 15. Juni 1794 (erneut): polnisch Miasto Główne Rzeczypospolitej, wolne i wydziałowe Kraków ‚Hauptstadt der Republik, Freie und Departementsstadt Krakau‘
- ab 1794: polnisch Miasto Główne i Stołeczne Kraków ‚Hauptort und Hauptstadt Krakau‘[4]
- ab 1796: K.K. Provinzial-Hauptstadt Krakau[5]
- die Königliche Hauptstadt Krakau[5]
- polnisch Wolnohandlowe miasto Kraków ‚Freie Handelsstadt Krakau‘[5]
- polnisch Wolne, Niepodległe i Ściśle Neutralne Miasto Kraków i jego Okręg, inaczej Rzeczpospolita Krakowska ‚Die Freie, Unabhängige und Streng Neutrale Stadt Krakau und ihr Bezirk, oder Republik Krakau‘[5]
- polnisch Administracja Tymczasowa Cywilna Wolnego Miasta i jego Okręgu ‚Provisorische Zivilverwaltung der Freien Stadt und ihres Bezirks‘[5]
- polnisch C.K. Główne Miasto Krajowe Kraków ‚C.K. Nationale Hauptstadt Krakau‘[5]
- ab 1858: polnisch Królewskie Główne Miasto Kraków ‚Die königliche Hauptstadt Krakau‘[5]
- ab 1866: polnisch Stołeczne Królewskie Miasto Kraków ‚Königliche Hauptstadt Krakau‘[5]
- während des Zweiten Weltkriegs unter der deutschen Besetzung Polens 1939–1945: Die Hauptstadt des Generalgouvernements Krakau[5]
- ab 1950: polnisch Miasto Kraków ‚Stadt Krakau‘[5]

Am 20. Juni 1990, mit der Wahl von Jacek Woźniakowski zum Bürgermeister von Krakau, legten die Räte den aktuellen Namen „Krakauer Stadtrat“ für die Krakauer Kommunalverwaltung und in feierlichen Dokumenten „Rat der Königlichen Hauptstadt Krakau“ fest.
In den darauffolgenden Jahren wurde in das Statut der Stadt Krakau, das die Verwaltung der Gemeinde regelt, ein Satz aufgenommen, der besagt: „Miasto Kraków zgodnie z tradycją zachowuje nazwę Stołeczne Królewskie Miasto Kraków. Używa również nazwy skróconej Miasto Kraków.” (deutsch: „Die Stadt Krakau behält im Einklang mit der Tradition den Namen Königliche Hauptstadt Krakau bei. Sie verwendet auch die abgekürzte Bezeichnung Stadt Krakau“)" (City of Kraków)." (§4(1) des Statuts).
Der vollständige Name Königliche Hauptstadt Krakau ist ein nicht-offizieller Name. Die amtlichen Namen von Städten können gemäß dem „Ustawy z dnia 29 sierpnia 2003 r. o urzędowych nazwach miejscowości i obiektów fizjograficznych, oraz obowiązującego wcześniej Rozporządzenia Prezydenta Rzeczypospolitej z dnia 24 października 1934 r. o ustaleniu nazw miejscowości i o numeracji nieruchomości” (deutsch: „Gesetz vom 29. August 2003 über die offiziellen Namen von Städten und physiografischen Objekten sowie die zuvor geltende Verordnung des Präsidenten der Republik vom 24. Oktober 1934 über die Festlegung von Ortsnamen und Eigentumsnummern“), die Gesetzeskraft haben, nur durch Verordnungen des Ministers für Innere Angelegenheiten und Verwaltung erlassen oder geändert werden. Gemäß § 85 des oben genannten Statuts können Änderungen des Statuts der Stadt Krakau durch einen Beschluss des Stadtrats von Krakau im Einvernehmen mit dem Ministerpräsidenten vorgenommen werden.